# Eternal II
『Eternal II』（エターナル・ツー）は、松田聖子通算41枚目のオリジナル・アルバム。2006年12月6日発売。発売元はSony Records。

## 解説
1991年の『Eternal』以来の、洋楽バラードのミニ・カバー・アルバム。
『Eternal』とは異なり、松田による訳詞ではなく、全曲オリジナルの英語詩で歌われている。
「How deep is your love」は2024年の『SEIKO JAZZ 3』でも再度カバーされた。

## 収録曲
1. Somewhere out there
映画「アメリカ物語」の主題歌として知られるリンダ・ロンシュタット&ジェームス・イングラム「サムホエア・アウト・ゼア」（1986年）のカバー
2. The most beautiful girl in the world
プリンス「The Most Beautiful Girl In The World」（1994年）のカバー
3. How deep is your love
ビージーズ「愛はきらめきの中に」（1977年）のカバー
4. Time after time
シンディ・ローパー「タイム・アフター・タイム」（1983年）のカバー
5. Take my breath away
映画「トップガン」の挿入歌。
ベルリン「愛は吐息のように」（1986年）のカバー
6. How do I live
リアン・ライムス、トリーシャ・イヤウッド「ハウ・ドゥ・アイ・リヴ」（1997年）のカバー
7. These dreams
ハートの「ジーズ・ドリームズ」（1985年）のカバー